# Monardella exilis
Monardella exilis là một loài thực vật có hoa trong họ Hoa môi. Loài này được (A.Gray) Greene mô tả khoa học đầu tiên năm 1902.